# Froissy
Froissy – miejscowość i gmina we Francji, w regionie Hauts-de-France, w departamencie Oise.
Według danych na rok 1990 gminę zamieszkiwało 836 osób, a gęstość zaludnienia wynosiła 
127 osób/km² (wśród 2293 gmin Pikardii Froissy plasuje się na 341. miejscu pod względem liczby ludności, natomiast pod względem powierzchni na miejscu 726.).